# Taça de Portugal 2002/03
Die Taça de Portugal 2002/03 war die 63. Austragung des portugiesischen Pokalwettbewerbs. Er wurde vom portugiesischen Fußballverband ausgetragen. Pokalsieger wurde der FC Porto, der sich im Finale gegen União Leiria durchsetzte. Porto nahm als Double-Sieger an der UEFA Champions League 2003/04 teil, der unterlegene Finalist war für den UEFA-Pokal 2003/04 qualifiziert.
Alle Begegnungen wurden nach unentschiedenem Ausgang zunächst um zweimal 15 Minuten verlängert, und wenn nötig im anschließenden Elfmeterschießen entschieden. Die Wiederholungsspiele wurden ab dieser Saison abgeschafft.

## Teilnehmende Teams
| Primeira Liga (18) | Primeira Liga (18) | Segunda Liga (18) | Segunda Liga (18) |
| --- | --- | --- | --- |
| - Académica de Coimbra - SC Beira-Mar - Belenenses Lissabon - Benfica Lissabon - Boavista Porto - Sporting Braga - Nacional Funchal - Gil Vicente FC - Marítimo Funchal | - Moreirense FC - FC Paços de Ferreira - FC Porto - Sporting Lissabon - União Leiria - Vitória Guimarães - CD Santa Clara - Vitória Setúbal - Varzim SC | - FC Alverca - GD Chaves - SC Covilhã - Desportivo Aves - CF Estrela Amadora - SC Farense - FC Felgueiras - Leça FC - FC Maia | - FC Marco - Naval 1º de Maio - AD Ovarense - FC Penafiel - Portimonense SC - SC Salgueiros - Rio Ave FC - União Lamas - União Madeira |
| Segunda Divisão B (54) | | | |
| - Académico de Viseu FC - RD Águeda - Amora FC - FC Barreirense - Benfica e Castelo Branco - Caçadores Taipas - Caldas SC - AD Camacha - Canelas Gaia FC - Casa Pia AC - Ermesinde SC - SC Esmoriz - SC Espinho - AD Esposende | - GD Estoril Praia - AD Fafe - CD Feirense - CD Fátima - SC Freamunde - Gondomar SC - Imortal DC - FC Infesta - Leixões SC - Louletano DC - AD Lousada - SC Lusitânia - Lusitano VRSA - CD Mafra | - AC Marinhense - Odivelas FC - SC Olhanense - UD Oliveirense - CD Olivais e Moscavide - Oliveira do Bairro SC - FC Oliveira Hospital - CD Operário - Clube Oriental de Lisboa - USC Paredes - Sporting Pombal - SC Estela Portalegre - AD Pontassolense | - FC Pedras Rubras - AD Sanjoanense - SC Dragões Sandinenses - FC Seixal - SC São João de Ver - Sertanense FC - União Micaelense - SC União Torreense - SC Vianense - UD Vilafranquense - Vilanovense FC - SC Vila Real - FC Vizela |
| Terceira Divisão (114) | | | |
| - GD Águias Camarate - AD Águias Graça - CD Alcains - GD Alcochetense - FC Amares - SC Angrense - Atlético Angústias - CD Arrifanense - Atlético CP - Associação Beneditense CD - AA Avanca - CD Beja - CF Benfica - GDR Bidoeirense - GD Bragança - Calipolense CD - CSD Câmara de Lobos - Sporting Cambres - UDR Caranguejeira - AD Carregado - CD Cerveira - FC Cesarense - CD Cinfães - O Elvas CAD - CD Estarreja - AD Estação - Juventude Évora - FC Famalicão - SC Ferreirense | - Fiães SC - FC Flamengos - 1º de Maio Funchal - AD Fazendense - AD Fornos de Algodres - GD Gafanha - CD Gouveia - SC Ideal - GD Joane - CF Esperança Lagos - SC Lamego - FC Lixa - GS Loures - SC Lourinhanense - Lusitano GC Évora - Lusitânia Lourosa - AD Machico - FC Madalena - AC Malveira - GD Mangualde - SC Maria da Fonte - FC Marinhas - Mileu-Guarda SC - SC Mirandela - CA Mirandense - UR Mirense - GD Milheiroense - Desportivo de Monção - CDC Montalegre | - CD Montijo - GD Nazarenos - AD Oliveirense - Padernense Clube - FC Pampilhosa - Pedrouços AC - SC Penalva Castelo - GD Peniche - Pevidém SC - CD Pinhalnovense - AD Portomosense - CD Portosantense - SC Praiense - CDR Quarteirense - Real SC Queluz - Rebordosa AC - Atlético Riachense - CD Ribeira Brava - GD Ribeirão - Boavista Ribeirinha - UD Rio Maior - SC Rio Tinto - Juventude Ronfe - SG Sacavenense - SC Santacruzense - Santiago FC - AD São Pedro da Cova - AD São Vicente | - GDRC Os Sandinenses - CD Santo António - AD Sátão - Vitória Sernache - GD Serzedelo - GD Sesimbra - Silves FC - GD Sourense - Sport União Sintrense - ADRC Terras Bouro - FC Tirsense - UD Tocha - GD Torre Moncorvo - CD Torres Novas - CD Trofense - União de Almeirim - União de Coimbra - União Messinense - União Santiago do Cacém - AD Valecambrense - CA Valdevez - SC Valenciano - GD Valpaços - Vasco da Gama AC - GD Velense - Estrela Vendas Novas - SC Vila Pouca - Vilaverdense FC |
| Distrikte (22) | | | |
| - AC Alcanenense - AD Alter - AC Arrentela - GD Baira-Mar - Cruzado Canicense - GD Cedrense | - SU 1º Dezembro - Sporting Estrada - União Idanhense - CD Lousanense - GD Mirandês - Neves FC | - ADCR Oiã - UDR Santa Maria - UD Sousense - Sabroso SC - SC Sabugal | - FC São Marcos - UD Sempedrense - Valenças SC - SC Vilanovense - Vitória Pico Pedra |

## 1. Runde
Teilnehmer waren 114 Vereine aus der Terceira Divisão und 22 Vereine der Distriktverbände. Reservemannschaften von Profiklubs waren nicht teilnahmeberechtigt. Die Spiele fanden am 8. September 2002 statt.

Freilos: SC Angrense, CD Alcains, AD Machico und União Idanhense
|                           | Ergebnis              |                         |
| ------------------------- | --------------------- | ----------------------- |
| GS Loures                 | 2:1                   | GD Sesimbra             |
| GD Alcochetense           | 3:1 n. V.             | SG Sacavenense          |
| Cruzado Canicense         | 1:2                   | CD Ribeira Brava        |
| AC Arrentela              | 1:3                   | CD Montijo              |
| Juventude Évora           | 1:1 n. V. (4:3 i. E.) | AD São Vicente          |
| FC Flamengos              | 2:3 n. V.             | FC Madalena             |
| GD Cedrense               | 0:1                   | Santiago FC             |
| Valenças SC               | 1:0 n. V.             | FC São Marcos           |
| Padernense Clube          | 1:3                   | União Santiago do Cacém |
| Atlético CP               | 2:1 n. V.             | CDR Quarteirense        |
| SU 1º Dezembro            | 1:1 n. V. (4:3 i. E.) | Lusitano GC Évora       |
| 1º de Maio Funchal        | 1:2                   | GD Baira-Mar            |
| CF Esperança Lagos        | 2:0                   | SC Ferreirense          |
| Real SC Queluz            | 2:1                   | Silves FC               |
| CD Beja                   | 3:0                   | Vasco da Gama AC        |
| SC Vilanovense            | 2:3                   | Boavista Ribeirinha     |
| GD Velense                | 3:0                   | SC Ideal                |
| GD Águias Camarate        | 2:0                   | SC Santacruzense        |
| União de Coimbra          | 1:2 n. V.             | FC Pampilhosa           |
| GD Peniche                | 2:0                   | UD Rio Maior            |
| CF Benfica                | 1:1 n. V. (2:3 i. E.) | Sport União Sintrense   |
| O Elvas CAD               | 2:5 n. V.             | União Messinense        |
| Atlético Angústias        | 1:2 n. V.             | Vitória Pico Pedra      |
| AD Alter                  | 1:0                   | CD Portosantense        |
| ADCR Oiã                  | 1:2                   | AD Sátão                |
| SC Lourinhanense          | 0:0 n. V. (4:2 i. E.) | CD Torres Novas         |
| GD Bragança               | 1:2                   | SC Rio Tinto            |
| SC Praiense               | 4:2                   | CD Santo António        |
| Lusitânia Lourosa         | 5:1                   | CD Ribeira Brava        |
| SC Vila Pouca             | 1:1 n. V. (8:7 i. E.) | FC Famalicão            |
| CD Gouveia                | 2:3                   | CD Arrifanense          |
| GD Serzedelo              | 2:1                   | CD Cerveira             |
| Calipolense CD            | 1:3 n. V.             | Estrela Vendas Novas    |
| AC Malveira               | 4:0                   | CSD Câmara de Lobos     |
| SC Valenciano             | 5:1                   | FC Flamengos            |
| Desportivo de Monção      | 4:1                   | UDR Santa Maria         |
| FC Amares                 | 4:0                   | AD Oliveirense          |
| CD Cinfães                | 1:1 n. V. (4:5 i. E.) | Pevidém SC              |
| Pedrouços AC              | 1:1 n. V. (5:6 i. E.) | GD Joane                |
| Juventude Ronfe           | 5:3                   | Vilaverdense FC         |
| Fiães SC                  | 3:0                   | Sporting Cambres        |
| AD São Pedro da Cova      | 10:00                 | GD Mirandês             |
| GD Valpaços               | 4:0                   | AD Águias Graça         |
| Neves FC                  | 2:0                   | SC Mirandela            |
| AD Carregado              | 1:1 n. V. (3:4 i. E.) | CD Pinhalnovense        |
| SC Lamego                 | 1:3                   | CD Trofense             |
| GDRC Os Sandinenses       | 3:2                   | FC Lixa                 |
| Rebordosa AC              | 0:1                   | SC Maria da Fonte       |
| UD Sempedrense            | 1:2                   | GD Ribeirão             |
| FC Tirsense               | 5:0                   | ADRC Terras Bouro       |
| CDC Montalegre            | 2:0                   | CA Valdevez             |
| GDR Bidoeirense           | 0:2                   | CD Lousanense           |
| FC Cesarense              | 2:0                   | Atlético Riachense      |
| GD Sourense               | 1:2                   | SC Penalva Castelo      |
| AD Fazendense             | 6:0                   | AA Avanca               |
| Sporting Estrada          | 0:3                   | CD Estarreja            |
| AD Portomosense           | 3:2                   | UDR Caranguejeira       |
| Associação Beneditense CD | 5:3 n. V.             | Vitória Sernache        |
| CA Mirandense             | 6:0                   | AC Alcanenense          |
| UR Mirense                | 2:1                   | AD Fornos de Algodres   |
| GD Gafanha                | 2:0                   | GD Nazarenos            |
| SC Sabugal                | 0:1                   | Mileu-Guarda SC         |
| AD Valecambrense          | 1:0                   | GD Milheiroense         |
| GD Mangualde              | 2:0                   | UD Tocha                |
| União de Almeirim         | 2:0                   | AD Estação              |
| FC Marinhas               | 2:3 n. V.             | GD Torre Moncorvo       |

## 2. Runde
Zu den 70 qualifizierten Teams aus der 1. Runde kamen 54 Vereine aus der drittklassigen Segunda Divisão B hinzu. Reservemannschaften von Profiklubs waren nicht teilnahmeberechtigt. Die Spiele fanden zwischen dem 6. und 24. Oktober 2002 statt.
|                          | Ergebnis              |                           |
| ------------------------ | --------------------- | ------------------------- |
| AD Camacha               | 2:3                   | Odivelas FC               |
| SU 1º Dezembro           | 2:1                   | Santiago FC               |
| AD Pontassolense         | 4:2                   | Amora FC                  |
| UD Vilafranquense        | 1:1 n. V. (4:3 i. E.) | AD Valecambrense          |
| União Micaelense         | 4:2                   | Casa Pia AC               |
| Estrela Vendas Novas     | 1:0                   | Atlético CP               |
| FC Seixal                | 2:2 n. V. (4:3 i. E.) | AC Malveira               |
| GS Loures                | 2:2 n. V. (6:5 i. E.) | CF Esperança Lagos        |
| GD Velense               | 0:3                   | GD Estoril Praia          |
| AD Sanjoanense           | 2:0                   | AD Fazendense             |
| Benfica e Castelo Branco | 2:0                   | SC Penalva Castelo        |
| UR Mirense               | 0:2                   | SC União Torreense        |
| CD Estarreja             | 4:1                   | CA Mirandense             |
| Sertanense FC            | 2:3 n. V.             | SC Lourinhanense          |
| SC Praiense              | 3:1                   | AD Alter                  |
| Mileu-Guarda SC          | 0:1                   | Lusitânia Lourosa         |
| Fiães SC                 | 2:0                   | RD Águeda                 |
| AD Machico               | 1:2                   | Louletano DC              |
| Valenças SC              | 0:4                   | CD Montijo                |
| União Santiago do Cacém  | 0:3                   | Lusitano VRSA             |
| Imortal DC               | 0:2                   | CD Olivais e Moscavide    |
| Real SC Queluz           | 1:2                   | Clube Oriental de Lisboa  |
| GD Baira-Mar             | 3:4 n. V.             | CD Ribeira Brava          |
| CD Pinhalnovense         | 3:0                   | Juventude Évora           |
| SC Lusitânia             | 1:0                   | SC Olhanense              |
| SC São João de Ver       | 3:1                   | União Idanhense           |
| Sport União Sintrense    | 4:1 n. V.             | FC Madalena               |
| GD Alcochetense          | 3:1                   | Boavista Ribeirinha       |
| CD Mafra                 | 5:0                   | Vitória Pico Pedra        |
| SC Angrense              | 1:0                   | CD Operário               |
| União Messinense         | 2:0                   | CD Beja                   |
| CD Alcains               | 1:0                   | Académico de Viseu FC     |
| GD Ribeirão              | 3:0                   | Canelas Gaia FC           |
| CD Trofense              | 2:0                   | CDC Montalegre            |
| Neves FC                 | 1:1 n. V. (4:3 i. E.) | GDRC Os Sandinenses       |
| Juventude Ronfe 1        | 2:3 n. V.             | GD Valpaços 1             |
| SC Vianense              | 1:0                   | SC Dragões Sandinenses    |
| AD Fafe                  | 2:1                   | Vilanovense FC            |
| SC Freamunde             | 2:1                   | GD Torre Moncorvo         |
| SC Vila Pouca            | 2:1 n. V.             | Caçadores Taipas          |
| SC Vila Real             | 1:1 n. V. (5:6 i. E.) | FC Vizela                 |
| SC Rio Tinto             | 1:2                   | GD Joane                  |
| USC Paredes              | 3:0                   | Leixões SC                |
| FC Tirsense              | 0:3                   | FC Pedras Rubras          |
| FC Amares                | 3:1                   | FC Infesta                |
| Gondomar SC              | 4:3                   | GD Serzedelo              |
| AD Esposende             | 2:1                   | AD São Pedro da Cova      |
| SC Valenciano            | 0:3                   | Desportivo de Monção      |
| SC Esmoriz               | 4:4 n. V. (3:4 i. E.) | FC Oliveira Hospital      |
| FC Cesarense             | 2:1                   | SC Estela Portalegre      |
| CD Arrifanense           | 1:0                   | Caldas SC                 |
| União de Almeirim        | 1:3 n. V.             | Associação Beneditense CD |
| GD Peniche               | 1:0 n. V.             | AD Sátão                  |
| CD Fátima                | 2:0                   | Pevidém SC                |
| CD Feirense              | 2:0                   | GD Mangualde              |
| Oliveira do Bairro SC    | 1:0                   | GD Gafanha                |
| AD Lousada               | 0:0 n. V. (5:4 i. E.) | Ermesinde SC              |
| SC Espinho               | 3:1                   | SC Maria da Fonte         |
| AC Marinhense            | 0:1                   | Sporting Pombal           |
| AD Portomosense          | 8:0                   | CD Lousanense             |
| FC Pampilhosa            | 3:2                   | UD Oliveirense            |
| GD Águias Camarate       | 0:3                   | FC Barreirense            |

## 3. Runde
Qualifiziert waren die 62 Teams aus der 2. Runde und die 18 Vereine aus der zweitklassigen Segunda Liga. Die Spiele fanden am 30. Oktober 2002 statt.
|                           | Ergebnis  |                          |
| ------------------------- | --------- | ------------------------ |
| UD Vilafranquense         | 3:1       | FC Amares                |
| CD Fátima                 | 3:2       | Desportivo de Monção     |
| Louletano DC              | 2:0       | SC Vianense              |
| SC Covilhã                | 2:1 n. V. | Desportivo Aves          |
| FC Pampilhosa             | 0:2       | FC Barreirense           |
| SC Freamunde              | 2:0       | Benfica e Castelo Branco |
| GD Ribeirão               | 7:1       | SU 1º Dezembro           |
| Gondomar SC               | 3:0       | Neves FC                 |
| SC Lourinhanense          | 5:3 n. V. | CD Pinhalnovense         |
| AD Sanjoanense            | 0:1       | SC Praiense              |
| AD Lousada                | 1:3       | CD Olivais e Moscavide   |
| FC Alverca                | 2:0 n. V. | CD Mafra                 |
| CD Ribeira Brava          | 3:5       | AD Ovarense              |
| GD Alcochetense           | 1:2       | USC Paredes              |
| União Lamas               | 2:3 n. V. | FC Oliveira Hospital     |
| GD Joane                  | 2:1       | Lusitânia Lourosa        |
| GD Estoril Praia          | 4:0       | SC Angrense              |
| CD Arrifanense            | 1:2 n. V. | FC Maia                  |
| Oliveira do Bairro SC     | 2:4 n. V. | SC Lusitânia             |
| GS Loures                 | 6:5 n. V. | FC Vizela                |
| Clube Oriental de Lisboa  | 3:0       | AD Pontassolense         |
| AD Portomosense           | 1:2 n. V. | União Madeira            |
| SC União Torreense        | 2:3 n. V. | Rio Ave FC               |
| Associação Beneditense CD | 1:0 n. V. | CD Feirense              |
| Fiães SC                  | 1:2       | SC Farense               |
| CD Trofense               | 2:1       | Estrela Vendas Novas     |
| AD Fafe                   | 0:1       | FC Pedras Rubras         |
| CD Estarreja              | 2:1       | Portimonense SC          |
| FC Marco                  | 2:0       | SC Salgueiros            |
| Odivelas FC               | 2:0       | FC Cesarense             |
| Sport União Sintrense     | 3:0       | CD Alcains               |
| GD Chaves                 | 4:1       | União Messinense         |
| União Micaelense          | 3:0       | AD Esposende             |
| CF Estrela Amadora        | 1:0       | CD Montijo               |
| Naval 1º de Maio          | 5:0       | SC Vila Pouca            |
| GD Peniche                | 0:5       | FC Penafiel              |
| FC Seixal                 | 1:4       | Sporting Pombal          |
| GD Valpaços               | 2         | Leça FC                  |
| Lusitano VRSA             | 3         | FC Felgueiras            |
| SC Espinho                | 4         | SC São João de Ver       |

## 4. Runde
Zu den 40 qualifizierten Teams aus der 3. Runde kamen die 18 Vereine der Primera Liga hinzu. Die Spiele fanden zwischen dem 23. November 2002 und 29. Januar 2003 statt.
|                        | Ergebnis              |                           |
| ---------------------- | --------------------- | ------------------------- |
| Nacional Funchal       | 1:1 n. V. (5:4 i. E.) | Marítimo Funchal          |
| FC Pedras Rubras       | 0:3                   | Gil Vicente FC            |
| CD Santa Clara         | 4:0                   | Boavista Porto            |
| SC Lusitânia           | 0:1                   | Vitória Setúbal           |
| SC Praiense            | 0:2                   | SC Covilhã                |
| Rio Ave FC             | 2:0                   | CD Fátima                 |
| AD Ovarense            | 0:2                   | Naval 1º de Maio          |
| SC Espinho             | 3:0                   | UD Vilafranquense         |
| FC Penafiel            | 1:2                   | Louletano DC              |
| FC Oliveira Hospital   | 2:1                   | Sport União Sintrense     |
| USC Paredes            | 3:2                   | GS Loures                 |
| FC Marco               | 2:1                   | União Madeira             |
| Sporting Pombal        | 3:3 n. V. (4:5 i. E.) | União Micaelense          |
| SC Freamunde           | 3:1 n. V.             | GD Estoril Praia          |
| FC Paços de Ferreira   | 1:0                   | GD Ribeirão               |
| FC Maia                | 1:1 n. V. (3:4 i. E.) | Sporting Braga            |
| Sporting Lissabon      | 4:1                   | CD Estarreja              |
| FC Porto               | 2:0                   | CD Trofense               |
| Varzim SC              | 4:1                   | SC Farense                |
| Vitória Guimarães      | 4:0                   | FC Alverca                |
| União Leiria           | 3:1                   | Clube Oriental de Lisboa  |
| CD Olivais e Moscavide | 2:3                   | Académica de Coimbra      |
| Moreirense FC          | 2:1                   | Associação Beneditense CD |
| Benfica Lissabon       | 0:1                   | Gondomar SC               |
| GD Chaves              | 2:1                   | SC Beira-Mar              |
| SC Lourinhanense       | 0:2                   | Belenenses Lissabon       |
| FC Barreirense         | 1:2 n. V.             | CF Estrela Amadora        |
| GD Joane               | 1:0                   | Leça FC                   |
| Odivelas FC            | 1:2 n. V.             | FC Felgueiras             |

## 5. Runde
Qualifiziert waren die 30 Sieger der 4. Runde. Die Spiele fanden zwischen dem 17. Dezember 2002 und 26. Februar 2003 statt.

Freilos: CF Estrela Amadora
|                      | Ergebnis              |                      |
| -------------------- | --------------------- | -------------------- |
| Belenenses Lissabon  | 3:4                   | Varzim SC            |
| Naval 1º de Maio     | 0:0 n. V. (8:7 i. E.) | Sporting Braga       |
| USC Paredes          | 0:3                   | Vitória Guimarães    |
| FC Marco             | 0:0 n. V. (1:4 i. E.) | SC Covilhã           |
| CD Santa Clara       | 0:0 n. V. (2:4 i. E.) | SC Espinho           |
| GD Chaves            | 2:0                   | Nacional Funchal     |
| Académica de Coimbra | 4:1                   | União Micaelense     |
| Sporting Lissabon    | 8:1                   | FC Oliveira Hospital |
| União Leiria         | 4:1                   | Louletano DC         |
| Rio Ave FC           | 0:2                   | SC Freamunde         |
| FC Paços de Ferreira | 1:0                   | Gondomar SC          |
| FC Porto             | 2:1                   | Gil Vicente FC       |
| FC Felgueiras        | 1:0                   | Moreirense FC        |
| Vitória Setúbal      | 6:1                   | GD Joane             |

## Achtelfinale
Qualifiziert waren die 15 Sieger der 5. Runde. Die Spiele fanden am 22. und 29. Januar 2003 statt.

Freilos: FC Paços de Ferreira
|                      | Ergebnis              |                   |
| -------------------- | --------------------- | ----------------- |
| União Leiria         | 5:2                   | SC Freamunde      |
| Vitória Setúbal      | 3:0                   | SC Covilhã        |
| Varzim SC            | 2:0 n. V.             | FC Felgueiras     |
| Académica de Coimbra | 3:1                   | GD Chaves         |
| CF Estrela Amadora   | 0:1                   | Sporting Lissabon |
| SC Espinho           | 1:1 n. V. (2:4 i. E.) | Naval 1º de Maio  |
| Vitória Guimarães    | 1:2                   | FC Porto          |

## Viertelfinale
Qualifiziert waren die 8 Sieger des Achtelfinals. Die Spiele fanden am 8. März 2003 statt.
|                      | Ergebnis |                      |
| -------------------- | -------- | -------------------- |
| Sporting Lissabon    | 0:1      | Naval 1º de Maio     |
| FC Paços de Ferreira | 2:1      | Vitória Setúbal      |
| União Leiria         | 3:1      | Académica de Coimbra |
| FC Porto             | 7:0      | Varzim SC            |

## Halbfinale
Die Spiele fanden am 14. und 15. April 2003 statt.
|              | Ergebnis |                      |
| ------------ | -------- | -------------------- |
| FC Porto     | 1:0      | Naval 1º de Maio     |
| União Leiria | 2:0      | FC Paços de Ferreira |

## Finale
| Paarung        | FC Porto – União Leiria |
| Ergebnis       | 1:0 (0:0) |
| Datum          | 15. Juni 2003 um 17:15 Uhr |
| Stadion        | Estádio Nacional, Oeiras |
| Zuschauer      | 38.000 |
| Schiedsrichter | Pedro Henriques |
| Tore           | 1:0 Derlei (64.) |
| FC Porto       | Vítor Baía – Paulo Ferreira, Jorge Costa , Ricardo Carvalho, Ricardo Costa – Tiago Pereira (88. Mário Silva), Dmitri Alenitschew, Maniche, Deco – Hélder Postiga (87. Edgaras Jankauskas), Derlei (68. Nuno Capucho) Cheftrainer: José Mourinho |
| União Leiria   | Helton – Renato Jorge, Paulo Gomes, Gabriel, Luís Bilro – Leão (66. Rudolphe Douala), Edson (76. Alhandra), Fernando Aguiar (72. Márcio Mixirica), João Manuel – Maciel, Jean Carlos Cheftrainer: Manuel Cajuda                                 |
| Gelbe Karten   | Hélder Postiga, Ricardo Costa – Renato Jorge, João Manuel, Gabriel |